# Dòng dữ liệu
Trong điện toán, luồng dữ liệu (tiếng Anh: dataflow) là một khái niệm rộng, có nhiều ý nghĩa khác nhau tùy thuộc vào ứng dụng và ngữ cảnh. Trong bối cảnh của kiến trúc phần mềm, luồng dữ liệu liên quan đến quá trình xử lý luồng hoặc lập trình phản ứng.

## Kiến trúc phần mềm
Dòng dữ liệu là một mẫu hình phần mềm dựa trên ý tưởng ngắt kết nối các tác nhân tính toán thành các giai đoạn (đường ống) có thể thực thi đồng thời. Dòng dữ liệu cũng có thể được gọi là xử lý luồng (stream processing) hoặc lập trình phản ứng.

## Kiến trúc phần cứng
Kiến trúc phần cứng cho luồng dữ liệu là một chủ đề chính trong nghiên cứu kiến trúc máy tính vào những năm 1970 và đầu những năm |1980. Jack Dennis của Viện Công nghệ Massachusetts (MIT) đã đi tiên phong trong lĩnh vực kiến trúc luồng dữ liệu tĩnh. Các thiết kế sử dụng địa chỉ bộ nhớ thông thường làm thẻ phụ thuộc dữ liệu được gọi là máy luồng dữ liệu tĩnh.

## Các nghĩa khác
Luồng dữ liệu cũng có thể để chỉ:
- Power BI Dataflow, một hiện thực của Power Query trên đám mây được sử dụng để chuyển đổi dữ liệu nguồn thành tập dữ liệu Power BI sạch được dùng bởi Power BI để thông báo cho lập trình viên thông qua Microsoft Dataverse (trước kia là Microsoft Common Data Service).
- Google Cloud Dataflow, một dịch vụ được quản lý hoàn toàn để thực thi các đường ống Apache Beam trong hệ sinh thái Google Cloud Platform.